# Fehlerstrom
Ein Fehlerstrom ist ein elektrischer Strom, der aufgrund eines Isolationsfehlers über eine gegebene Fehlerstelle fließt. Dieser Fehlerstrom ist in der Regel ein Strom, der einen ohmschen Ursprung hat und je nach Anwendung und elektrischer Anlage unterschiedliche von der Netzfrequenz abweichende Frequenzen haben kann.
Um den Zustand einer elektrischen Anlage beurteilen zu können, müssen Fehlerströme in der Anlage rechtzeitig erkannt werden. Damit es aufgrund von Fehlerströmen nicht zu einem Personenschaden oder einem Brand kommen kann, müssen Fehlerströme durch entsprechende Schutzeinrichtungen so weit wie möglich unterbunden werden.

## Grundlagen
Im Idealfall haben elektrische Isolierstoffe einen unendlich hohen Widerstand und leiten somit keinen elektrischen Strom. Dieser Idealwert wird jedoch aus unterschiedlichen Gründen in der Praxis nicht erreicht. So verringert sich beispielsweise im Laufe der Jahre der Isolationswiderstand elektrischer Leitungen, insbesondere durch Alterung.
Dies hat zur Folge, dass selbst bei vorschriftsmäßigen Elektroanlagen in den einzelnen Stromkreisen Ströme von bis zu einem Milliampere gegen Erde abfließen. Diese durch Isolationsfehler hervorgerufenen Ströme werden als Fehlerströme bezeichnet.
Fehlerströme aus elektrischen Maschinen und Geräten werden zusammen mit den Ableitströmen der Maschinen über den Schutzleiter abgeleitet.
Fehlerströme können von einem elektrischen Leiter oder im schlimmsten Fall bei Berührung der Fehlerstelle auch über den menschlichen Körper gegen Erde abfließen. Insbesondere bei letztgenanntem Körperschluss können je nach seiner Stärke entsprechend hohe Fehlerströme fließen. Dabei kann der Strom teilweise auch über metallisch zusammenhängende Eisenkonstruktionsteile von Gebäuden oder mit dem Erdpotential angeschlossene Wasserleitungen fließen. Dies kann wiederum zu Potentialunterschieden zwischen den verschiedenen Stellen führen, wie beispielsweise bei einer Wand und dem Fußboden.
In einem elektrischen Netz summieren sich die einzelnen Fehlerströme der jeweiligen Stromkreise zu einem Gesamt-Isolationsfehlerstrom, der beachtliche Werte annehmen kann.

## Betriebliche Anwendung
Damit der Fehlerstrom nicht unzulässig hohe Werte annehmen kann, sondern bei der jeweiligen Betriebsspannung auf ein zulässiges Mindestmaß reduziert wird, müssen die elektrischen Leiter entsprechend der Norm DIN VDE 0100 ausreichend gegeneinander und gegen Erde isoliert sein. Dies ist für den ordnungsgemäßen Betrieb der elektrischen Anlage  erforderlich.
Die Stärke des Fehlerstroms hängt von der Schleifenimpedanz ab.
Zu ihrer Berechnung müssen, je nach Art des Fehlers und Fehlerortes, berücksichtigt werden:
- der Widerstand des Transformators
- der Leiterwiderstand
- Erdungswiderstände
- Körperwiderstände, d. h. der Widerstand des die Fehlerstelle berührenden Menschen
- ggf. weitere Übergangswiderstände.

Im Bereich der Niederspannung wird die Stromzufuhr der elektrischen Anlage unterbrochen, wenn der Fehlerstrom eine bestimmte Höhe überschreitet. Hierfür dient in den meisten Fällen ein Fehlerstromschutzschalter. Ist im Stromkreis ein Fehlerstrom-Schutzschalter installiert und wird der nötige Bemessungsdifferenzstrom erreicht, so schaltet der Schutzschalter den Stromkreis allpolig ab.
In Hochspannungsnetzen werden Erdfehlerströme über niederohmige Impedanzen in die Erde geleitet. Gut geeignet ist hier die Petersenspule.